# Йеменска газела
Йеменска газела (Gazella erlangeri) е вид бозайник от семейство Кухороги (Bovidae). Видът е световно застрашен, със статут Уязвим.

## Разпространение и местообитание
Разпространен е в Йемен, Израел, Обединените арабски емирства, Оман и Саудитска Арабия.